# Matti Kuosmanen
Matti Elias Kuosmanen (Järvenpää, 2 settembre 1995) è un lottatore finlandese, specializzato nella lotta greco-romana. Ha vinto due medaglie di bronzo agli europei di Kaspijsk 2018 e Bucarest 2019 nel torneo dei 97 chilogrammi.

## Palmarès
- Europei

Kaspijsk 2018: bronzo negli 97 kg.
Bucarest 2019: bronzo negli 97 kg.
- Giochi mondiali militari

Wuhan 2019: argento nei 97 kg.